# 亞羅梅利
50°56′30″N 25°38′17″E / 50.94167°N 25.63806°E
亞羅梅利（烏克蘭語：Яромель），是烏克蘭的村落，位於該國西部沃倫州，由盧茨克區負責管轄，面積10.97平方公里，海拔高度201米，2001年人口83，人口密度每平方公里7.56人。